# Seedammbad

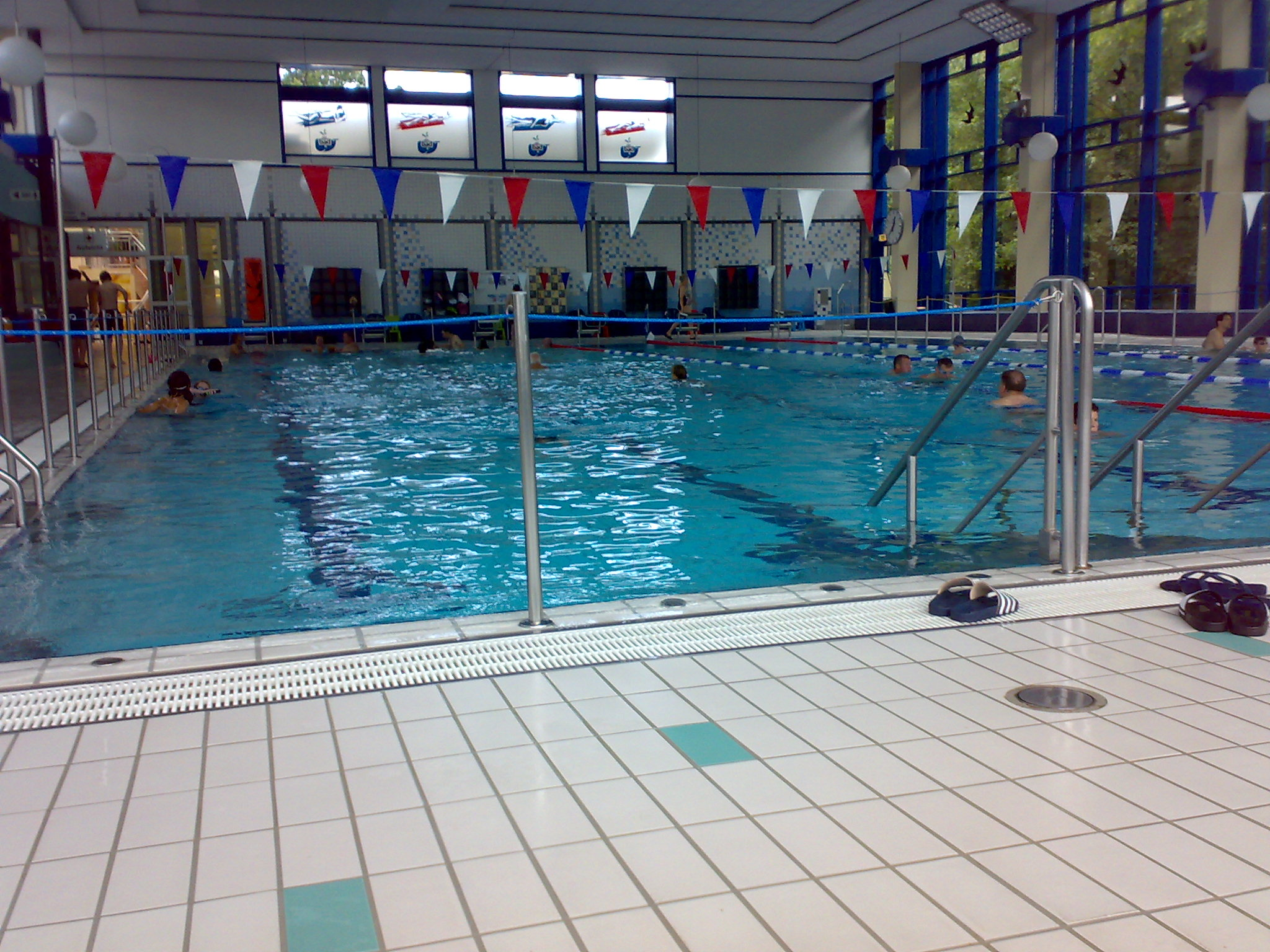
Sportbecken innen (2009)

Das Seedammbad ist ein städtisches Schwimmbad in Bad Homburg vor der Höhe. Es ist im Stadtteil Gonzenheim am Kurpark gegenüber der Taunus-Therme und neben dem Amtsgericht sowie dem Kaiserin-Friedrich-Gymnasium gelegen.

## Geschichte

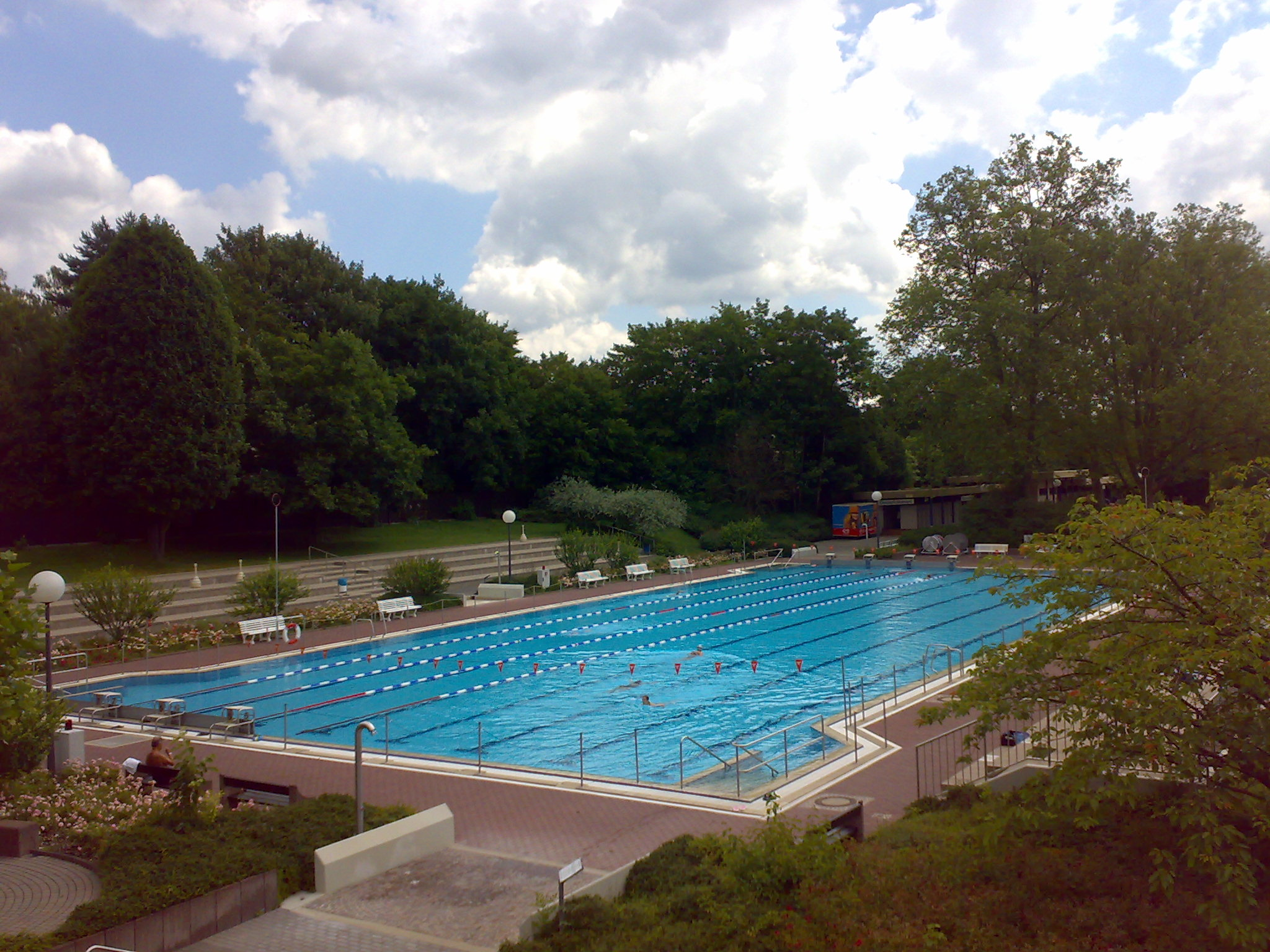
Sportbecken außen (2009)

1926 bildeten 16 Bad Homburger Bürger eine Initiative zum Bau eines Schwimm- und Strandbades. Am 1. Dezember 1926 wurde die Seedammbad-Gesellschaft mbH gegründet. Bis dahin hatte es in Bad Homburg als Bademöglichkeit nur das Waldbad Forellenteich in Dornholzhausen und die Anlage der Gärtnerei Otto am Gluckenstein gegeben, die in den Inflationsjahren insolvent wurde. Die Stadt stellte das Grundstück am Seedammweg zur Verfügung und trug über ein Darlehen 100.000 Reichsmark der Baukosten von 270.000 Reichsmark bei. Am 14. Februar 1927 erfolgte der erste Spatenstich und am 15. Mai des gleichen Jahres die Eröffnung. Das knapp 17.000 Quadratmeter große Grundstück bot ausreichend Platz für das 50 × 35 Meter große Becken (aufgeteilt in je einen Bereich für Nichtschwimmer, Schwimmer und Sportler sowie Gastronomie und Umkleidegebäude). Die 3600 Kubikmeter Wasser des Beckens verfügten über eine natürliche Heizung, da 10 Prozent des Wassers aus dem 22 Grad warmen Wasser des Viktoria-Luise-Brunnens stammte.
Am 15. Mai 1927 wurde auch der Bad Homburger Schwimm-Club sowie die Ortsgruppe der Deutschen Lebens-Rettungs-Gesellschaft (DLRG) gegründet. Erster Direktor des Schwimmbades war Hermann Seebohm.

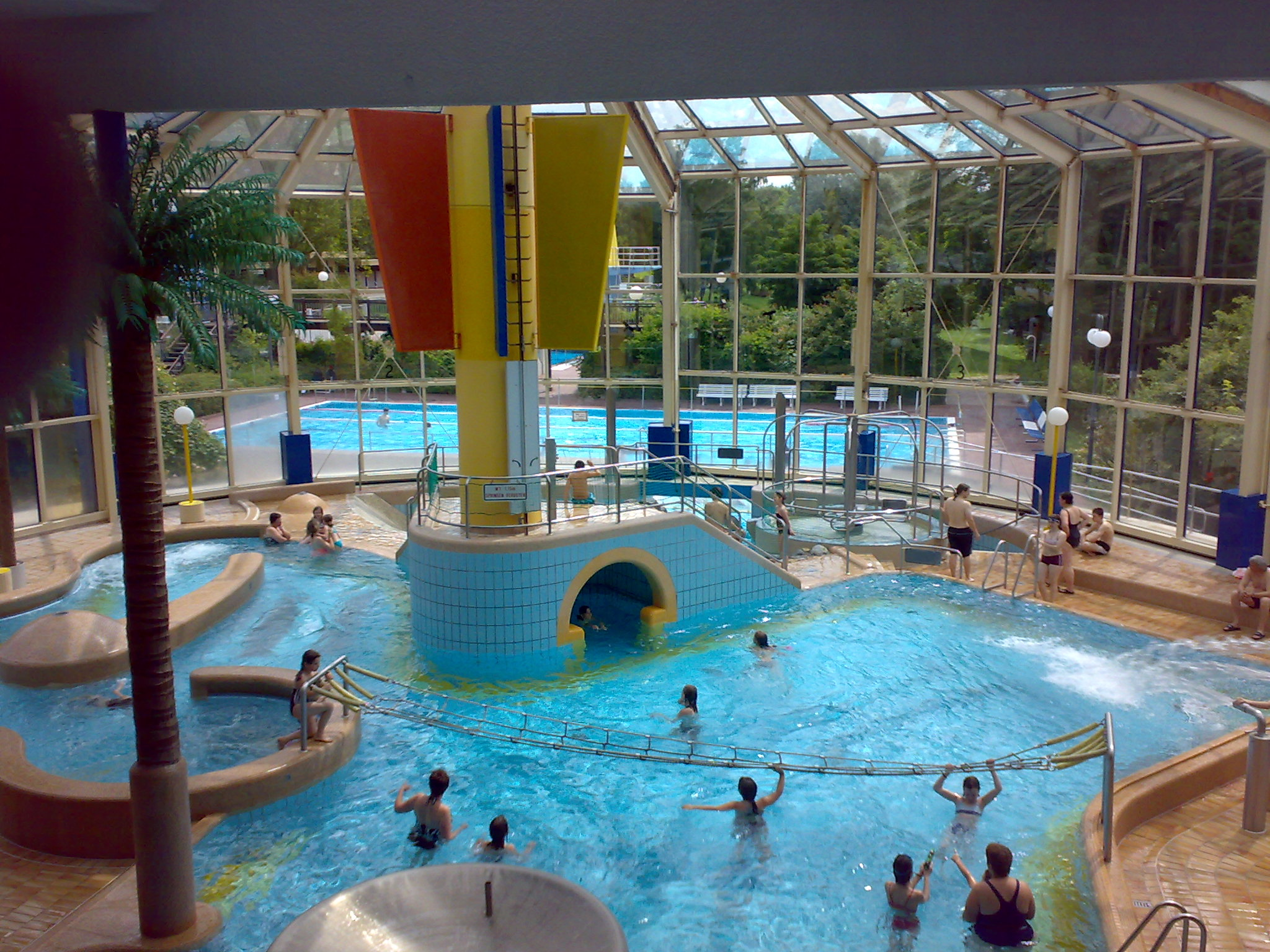
Fassade des „Abenteuerbeckens“ geschlossen (2009)

Ökonomisch war das Bad kein Erfolg. Auch wenn 1930 erstmals eine Wasserrutsche installiert wurde und das Bad als das modernste im weiten Umkreis gerühmt wurde: Infolge der Weltwirtschaftskrise (der Geschäftsbericht verweist auch auf das schlechte Wetter) sank die Benutzerzahl von 67.000 in 1929 auf 35.000 im Jahr 1931. Am 1. Juli 1935 wurde das Konkursverfahren eingeleitet. Auch wenn dieses zwei Jahre später durch Zugeständnisse der Gläubiger eingestellt wurde, war an Kostendeckung nicht zu denken. 1942 übernahm daher die Stadt Bad Homburg das Bad und übertrug den Betrieb den Stadtwerken.
1945 wurde das Bad von den amerikanischen Besatzungstruppen beschlagnahmt und 1948 der Stadt zurückübereignet. Nun war das Bad jedoch undicht und konnte nicht genutzt werden. Mit Mitteln aus der Konzessionsabgabe der Spielbank Bad Homburg wurde das Bad saniert und am 18. Mai 1950 neu eröffnet. Neu waren ein Kinderbecken mit Rutsche, ein Spielplatz mit Sandkasten und der Seedammbad-Bazar, ein Verkaufsstand für Badeartikel. Zwischen 150.000 und 200.000 Besucher zählte das Freibad in den fünfziger und sechziger Jahren. Die Tageskarte kostete für Erwachsene 50 Pfenning (in heutiger Kaufkraft 156 Cent), für Jugendliche 30 Pfenning und für Schulkinder 20 Pfennig (Jahreskarten 10, 5 und 3 Deutsche Mark).

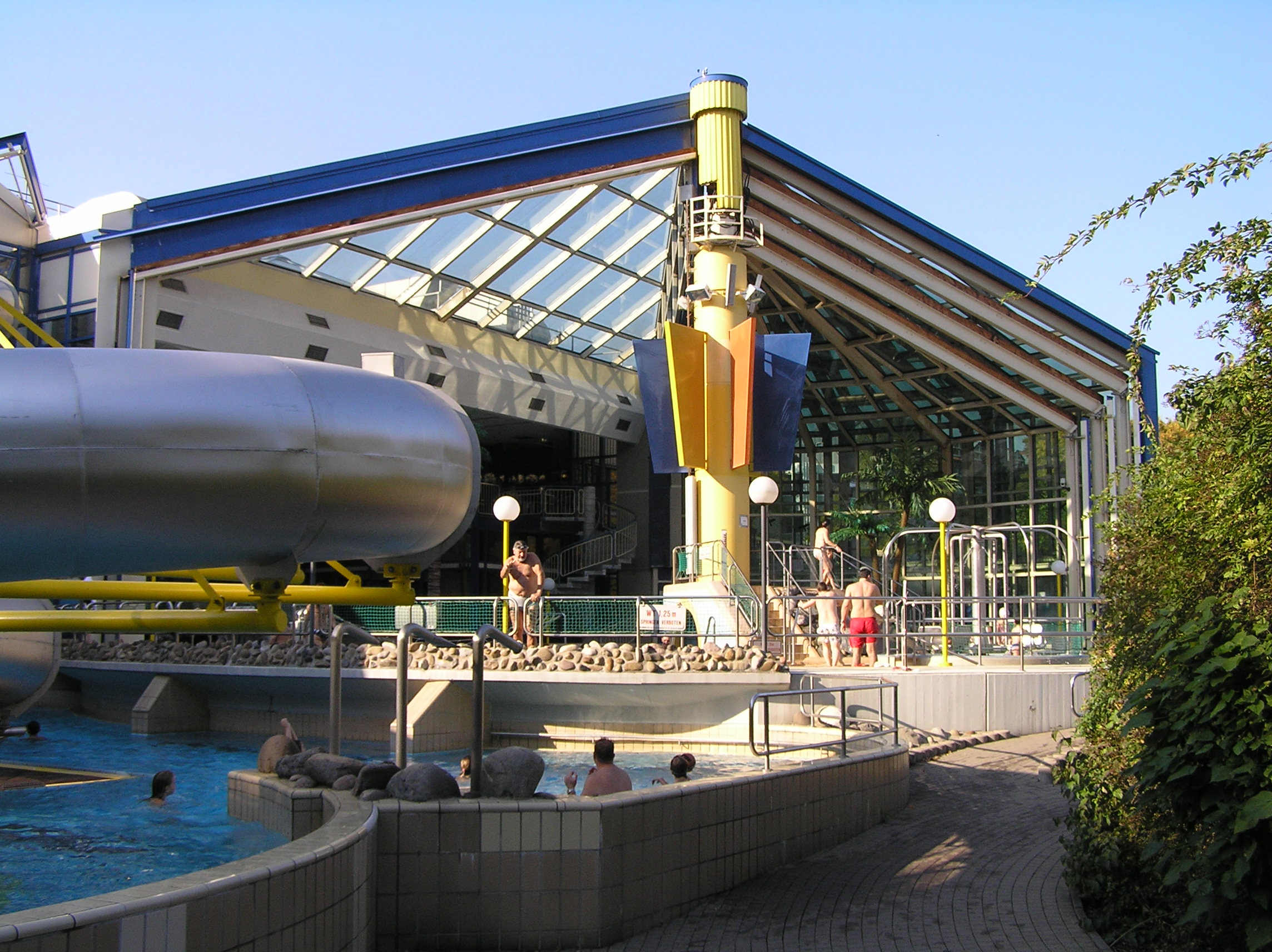
Fassade des „Abenteuerbeckens“ geöffnet (2007)

Mitte der 1950er Jahre bildete sich eine Initiative Hallenbad, die sich für einen Ausbau des Seedammbades als Hallenbad einsetzte. 1959 wurde im Stadtparlament ein Prüfungsauftrag an den Magistrat vergeben, einen Standort für ein Hallenbad zu prüfen. Nachdem die Verwaltung den Standort des Seedambades präferierte, wurde 1962 ein Grundsatzbeschluss in der Stadtverordnetenversammlung getroffen. Mit einem Schaufelbagger tätigte der Oberbürgermeister Armin Klein (CDU) am 15. Oktober 1965 den ersten Spatenstich. Die Stadt investierte sechs Millionen Deutsche Mark, bis nach drei Jahren Bauzeit am 20. September 1968 das Hallenbad eröffnet werden konnte. Neben einem 25 mal 15 Meter Schwimmbecken war eine 25 Personen fassende Sauna eingebaut worden.
1970 bis 1973 entstanden in drei Bauabschnitten die heutigen Umkleidekabinen und die Schwimmmeisterwohnungen. Vor allem aber wurden weitere Flächen erworben, die das Grundstück auf die heutige 64.000 Quadratmeter erweiterten und damit die Basis für das heutige Spaßbad legten. Am 24. April 1975 wurde ein Grundsatzbeschluss über eine umfangreiche Erweiterung getroffen aber nicht umgesetzt, da die Förderung des Landes nicht erfolgte. Am 26. September 1985 erfolgte ein neuer Versuch. Dieser Grundsatzbeschluss, der mit Kosten von 12 bis 13 Millionen Deutsche Mark kalkulierte, wurde mehrfach überarbeitet. Am 11. Juni 1987 wurden die Mittel in Höhe von in 30 Millionen Deutsche Mark von der Stadtverordnetenversammlung freigegeben. Am 4. August 1990 eröffnete Oberbürgermeister Wolfgang Assmann (CDU) das neue Bad, das seither über 400.000 Besucher jährlich anzieht.

## Ausstattung
Das Angebot des Seedammbades umfasst elf diverse (Schwimm-)becken im Innen- und Außenbereich mit einer Gesamt Wasserfläche von 2.553 m², einer 70 Meter langen Black Hole Wasserrutsche, einem Saunabereich mit verschiedene Spa-Anwendungen, einem Kneipp-Becken, einem gastronomisches Angebot sowie eine im Sommer nutzbaren 36.000 m² großen Liegefläche mit FKK-Bereich.